# 田口雅之
田口 雅之（たぐち まさゆき、1966年 - ）は、日本の漫画家。愛知県出身。

## 略歴
1990年、『象的人間』でアフタヌーン四季賞(1990年秋の四季賞)に入賞。1991年、講談社の『月刊アフタヌーン』にて「知的ボクサー」で連載デビューするが4話で終了する。1994年、秋田書店の『週刊少年チャンピオン』で「イノセント・インカル」の連載を開始するが13話で終了する。その後約2年間新谷かおるのアシスタントを経験しそれ以降の作品から銃や車のアクション描写が増える。1997年、『週刊少年チャンピオン』で「バロン・ゴング・バトル」を連載開始。この作品は作者にとって初の単行本化作品であり初の長期連載作品となった。

## 作品リスト

### 連載
- 知的ボクサー（『月刊アフタヌーン』 1991年10月号 - 1992年1月号）
- イノセント・インカル（『週刊少年チャンピオン』 1994年41号 - 53号）
- バロン・ゴング・バトル（『週刊少年チャンピオン』）全9巻
- バトル・ロワイアル（『ヤングチャンピオン』）全15巻
- ブラック・ジャック NEO（『ヤングチャンピオン』）全2巻
- LIVES ライブス（『チャンピオンRED』）全2巻
- ブラック・ジョーク（『ヤングチャンピオン』2008年No.5 - 2011年No.7）→（『月刊ヤングチャンピオン烈』2011年No.6 - 2022年No.12）全11巻

### 読切
- 象的人間（『月刊アフタヌーン』 1990年11月号）
- 知的ボクサー（『月刊アフタヌーン』 1991年8月号）

## 師匠
- 新谷かおる